# بلعرب بن هيثم آل سعيد
السيد بلعرب بن هيثم بن طارق آل سعيد (10 يناير 1995 -) هو الابن الثاني للسلطان هيثم بن طارق آل سعيد.

## نسبه
بلعرب بن هيثم بن طارق بن تيمور بن فيصل بن تركي بن سعيد بن سلطان بن أحمد بن سعيد بن أحمد بن محمد بن خلف بن سعيد بن مبارك البوسعيدي،  فهو سليل الإمام أحمد بن سعيد البوسعيدي مؤسس الدولة البوسعيدية التي تحكم عُمان منذ 20 نوفمبر 1744م.

## النشأة والمسيرة
ولد بلعرب بن هيثم بن طارق في 10 يناير 1995م في مسقط وهو الابن الثاني لهيثم بن طارق سلطان عمان.
نشأ بلعرب بن هيثم في بيت الحكم في سلطنة عمان، فجده لأبوه هو طارق بن تيمور بن فيصل آل بو سعيد رئيس وزراء سلطنة عمان من 1970 إلى 1972، والأخ غير الشقيق للسلطان سعيد بن تيمور.
والده السلطان الحالي لسلطنة عُمان هيثم بن طارق آل سعيد، الذي يقود مسيرة النهضة في سلطنة عمان منذ 11 يناير 2020م.

### أسرته
والده السلطان الحالي لسلطنة عُمان هيثم بن طارق آل سعيد، الذي يقود مسيرة النهضة في سلطنة عمان منذ 11 يناير 2020م، وأمه عهد بنت عبدالله بن حمد البوسعيدي، وله شقيق واحد وهو ذي يزن بن هيثم بن طارق آل سعيد وشقيقتان وهما
-       ثريا بنت هيثم بن طارق آل سعيد
-       أميمة بنت هيثم بن طارق آل سعيد

## التعليم المدرسي
تلقى تعليمه في الأكاديمية الأمريكية البريطانية بمسقط.

## التعليم الجامعي
بدأ دراسته الجامعية في جامعة لندن للفنون، وفي عام 2012م حصل على شهادة الدبلوم في التصميم والفنون، ثم حصل على البكالوريوس في التصميم المكاني/ العُمراني في عام 2018م من نفس الجامعة، كما حصل على عدد من الدورات التدريبية المتخصصة في مجال دراسته.   

## الحياة الشخصية
يحظى بلعرب بن هيثم بعدد كبير من المتابعين على مواقع التواصل الاجتماعي ومن هواياته الفنون والتصميم والتصوير.

## مهامه
يتولى الرئاسة الفخرية لبرنامج الشركات الناشئة العُمانية الواعدة، كما يترأس اللجنة الرئيسية لجائزة بلعرب  بن هيثم للتصميم المعماري.

## هواياته
من اهتمامه بالفنون والتصميم والتصوير، وتحظى منشوراته في إنستجرام بمتابعة وتفاعل واسع.

## برنامج الشركات الناشئة العمانية الواعدة
برنامج أطلق في نوفمبر 2022، ويهدف إلى تحفيز منظومة الشركات القائمة على التقنية والابتكار في سلطنة عُمان والإسهام في نشر ثقافة الشركات الناشئة في المؤسسات التعليمية وتعزيز وعي المجتمع بأهميتها، وتصعيد عدد من الشركات الناشئة العُمانية إلى المستوى الإقليمي والعالمي، ويسعى البرنامج إلى تعزيز الاستثمارات وربطها مع فرص القيمة المحلية المضافة، وإيجاد حلول تمويلية واستثمارية مستدامة تتناسب مع احتياجات الشركات الناشئة، ويأتي البرنامج منسجمًا مع رؤية "عُمان 2040" ضمن أولوية التنويع الاقتصادي والاستدامة المالية،ويساهم البرنامج في توفير بيئة محفزة لروّاد الأعمال والشركات الناشئة ودعمها في جميع مراحل مشاريعهم بكافة الإمكانيات  وتعزيز حضورها إقليميًّا ودوليًّا.

## جائزة بلعرب للتصميم المعماري
تأتي جائزة بلعرب بن هيثم بن طارق للتصميم المعماري التي أطلقت في عام 2022 انسجامًا مع رؤية وتطلعات سلطنة عُمان المستقبلية في تطوير مناطقها المختلفة معماريًا بما يتناسب مع بيئتها الجغرافية وهويتها الحضارية، وتماشيًا مع التطور الحاصل في مجال العمارة والتصميم حول العالم وتُعنى هذه الجائزة بطرح مسابقة محليّة سنويّة برؤية عالمية، تهدف للمنافسة على تصميم وابتكار مشاريع معمارية فريدة في مناطق معيّنة في سلطنة عُمان ذات طابع معماري مميز يجمع بين الأصالة والمعاصرة ويمكن تبنيها على أرض الواقع كما تسعى الجائزة إلى استغلال التنوع البيئي والتضاريسي لسلطنة عُمان في مختلف مناطقها ومحافظاتها، حيث سيتم طرح مواضيع مختلفة في التصميم المعماري من سنةٍ إلى أخرى تستهدف في كل عام موضوع معماري معيّن، ومنطقة أو محافظة معينة.